# イゾアール峠
イゾアール峠（イゾアールとうげ、Col d'Izoard）はフランス・オート＝アルプ県に所在する標高2361mの峠。標高2645mに位置するガリビエ峠などと並び称される、ツール・ド・フランスアルプス超えステージにおいて定番の難所とされている。

## 概要
標高1350mのブリアンソンを起点として、水平距離にして約20.5km地点のところに位置するのが当峠であるが、ここに至るまでに当峠以外には峠がないことから一気に当峠まで上る形となる。逆に当峠を境として反対側では一気に下る形となることから、ツールにおいては、当峠がアルプス超えステージ最大の勝負どころとなるケースが多い。また、過去に当峠を巡る戦いにおいて数々の名勝負が演じられてきた。とりわけイゾアール峠といえば、ジーノ・バルタリ、ファウスト・コッピ、ルイゾン・ボベ、ベルナール・テブネといった名前が浮かんでくる。
下記に示す当峠1位通過選手の一覧を見る限り、その年の総合優勝を果たしている選手が少なくない。
2017年大会で、初めて当地がステージゴール地として設定された。

## イゾアール峠・歴代1位通過選手
| 年   | 選手名                     | 国籍           |
| ---- | -------------------------- | -------------- |
| 2019 | ダミアーノ・カルーゾ       | イタリア       |
| 2017 | ワレン・バルギル           | フランス       |
| 2011 | マクシム・イグリンスキー   | カザフスタン   |
| 2006 | ステファノ・ガルゼッリ     | イタリア       |
| 2003 | アイトール・ガルメンディア | スペイン       |
| 2000 | サンティアゴ・ボテーロ     | コロンビア     |
| 1993 | クラウディオ・キアプッチ   | イタリア       |
| 1989 | パスカル・リシャール       | スイス         |
| 1986 | エドゥアルド・チョサス     | スペイン       |
| 1976 | ルシアン・バンインプ       | ベルギー       |
| 1975 | ベルナール・テブネ         | フランス       |
| 1973 | ホセマヌエル・フエンテ     | スペイン       |
| 1972 | エディ・メルクス           | ベルギー       |
| 1965 | ジョアキン・ガレラ         | スペイン       |
| 1960 | イメリオ・マッシニャン     | イタリア       |
| 1958 | フェデリコ・バーモンテス   | スペイン       |
| 1956 | ヴァランタン・ユーオ       | フランス       |
| 1954 | ルイゾン・ボベ             | フランス       |
| 1953 | ルイゾン・ボベ             | フランス       |
| 1951 | ファウスト・コッピ         | イタリア       |
| 1950 | ルイゾン・ボベ             | フランス       |
| 1949 | ファウスト・コッピ         | イタリア       |
| 1948 | ジーノ・バルタリ           | イタリア       |
| 1947 | ジャン・ロビック           | フランス       |
| 1939 | シルベール・マース         | ベルギー       |
| 1938 | ジーノ・バルタリ           | イタリア       |
| 1937 | フリアン・ベレンデーロ     | スペイン       |
| 1936 | シルベール・マース         | ベルギー       |
| 1927 | ニコラ・フランツ           | ルクセンブルク |
| 1926 | バルトロメオ・アイモ       | イタリア       |
| 1925 | バルトロメオ・アイモ       | イタリア       |
| 1924 | ニコラ・フランツ           | ルクセンブルク |
| 1923 | アンリ・ペリシエ           | フランス       |
| 1922 | フィリップ・ティス         | ベルギー       |

太字はその年の総合優勝者